# Lobulia lobulus
Lobulia lobulus — вид сцинкоподібних ящірок родини сцинкових (Scincidae). Ендемік Папуа Нової Гвінеї.

## Поширення і екологія
Lobulia lobulus відомі з типової місцевості, розташованої на схилах гори Вільгельм в горах Бісмарка, на висоті 2286-2438 м над рівнем моря.